# Kaskas (Anatolia)

Ubicación de los kaskas en las montañas septentrionales de Anatolia.

Los  kaskas, gasgas o kaškas fueron un pueblo preindoeuropeo que habitó la zona septentrional de Anatolia, cerca del mar Negro, durante el segundo milenio antes de Cristo. Son conocidos principalmente por sus continuas invasiones del Estado hitita.

## Modo de vida y organización
Los kaskas vivían de la ganadería y de una rudimentaria agricultura, y eran hablantes de una lengua no indoeuropea, posiblemente relacionada con el idioma hatti. Su organización política no está muy clara, pero parece que era de tipo tribal, y que solo formaban alianzas temporales para atacar a sus vecinos, lo que, por otro lado, sucedía con frecuencia. Cuando no estaban de invasión o luchando como mercenarios, criaban cerdos y tejían lino. 
Precisamente esta ausencia de estructuras políticas los hacía muy peligrosos adversarios para los hititas, puesto que, aunque una invasión hitita sobre el territorio gasga tuviera éxito, era imposible crear reinos vasallos o marcas fronterizas, y nada impedía que en cuanto se marchara el ejército hitita, los kaskas volvieran a su modo tradicional de vida.

## Historia
La historia de los kaskas se conoce principalmente a través de referencias en los textos hititas; así su primera aparición documentada es de la época del rey hitita Hantili II (siglo XV a. C.). Precisamente en esta primera invasión ya causaron un daño considerable a los hititas, al conquistar las ciudades de Tiliura y Nerik, esta última considerada santa. 
Durante el resto del período oscuro hitita, los kaskas lograron avanzar cada vez más, y no fue hasta la época de Tudhaliya I/II (finales del siglo XV a. C.) que este avance fue temporalmente interrumpido. Pero ya en tiempos de Arnuwanda I (comienzos del siglo XIV a. C.) los kaskas se habían recuperado, logrando invadir de nuevo el territorio hitita, y tomar su capital, Hattusa, de la que no fueron expulsados hasta la época de Tudhaliya III. 
Aunque confinados de nuevo en su territorio, continuaron siendo una amenaza constante para los hititas, manteniendo en pie su capacidad de lanzar invasiones cada pocos años. En tiempos de Mursili II, llegaron a estar unidos bajo un solo caudillo, Pihhuniya de Tippiya, que conquistó Istitina y llegó hasta Zazzissa. Pero Mursili contraatacó y logró llevarse a Pihhuniya como reo a Hattusa.
Sin embargo, Hattusili III (siglo XIII a. C.) invadió la tierra de los kaskas y los derrotó severamente, logrando que la frontera de estos con los hititas retrocediera significativamente, y reocupando Nerik. Tras esta derrota no hubo grandes victorias kaskas hasta la caída del Imperio hitita (aproximadamente 1200 a. C.), momento en el que parece que ocuparon la capital. Para esta empresa se unieron a los pueblos del mar.
En los registros del rey asirio Tiglatpileser I (finales del siglo XII a. C., comienzos del XI a. C.), se menciona a los kaskas una vez más, y a partir de ahí desaparecen de la historia.